# جيوني
جيوني (بالإنجليزية: Gionee)‏، شركة صينية لصناعة الهواتف المحمولة مقرها في شنجن، بمقاطعة غوانغدونغ.. تأسست في عام 2002، وهي واحدة من الشركات الصينية لأكبر مصنعي الهواتف النقالة. ووفقا لمؤسسة جارتنر، فقد كانت حصتها في السوق الصينية ب4.7٪ في عام 2003، وتوسعت الشركة في الأسواق الخارجية، بما في ذلك كل من الهند وبنغلاديش ونيجيريا وفيتنام وتايوان وميانمار وتايلاند والفلبين والجزائر.
وعقدت شركة جيوني مؤتمر بعنوان «أنحل هاتف ذكي في العالم»، الذي عرضت فيه هاتفا «جيوني فايبر S5.5» الذي بلغ سمكه 5.5 ميليمتر وهاتف «جيوني فايبر S5.1» مع سماكة قدرها 5.15 ميليمتر فقط.
وفي أواخر عام 2014 أطلقة شركة جيوني مشروعها في بنغلاديش بالتعاون مع شركة ",Ontel BD Inc" (أونتل بي دي المحدودة) كمزع الرسمي في البلاد.
وفي أواخر عام 2018 تحديدًا يوم 17 ديسمبر تم الإعلان رسمياً من قبل محكمة شنتشن الصينية عن إفلاس الشركة والبدء في عملية تصفية الشركة.

## وصلات خارجية
- موقع "Gionee"على الشبكة العالمية نسخة محفوظة 19 نوفمبر 2016 على موقع واي باك مشين.